# بلدة فالي، مقاطعة بربر (كنساس)
بلدة فالي، مقاطعة بربر (بالإنجليزية: Valley Township, Barber County, Kansas)‏ هي منطقة سكنية تقع في الولايات المتحدة في مقاطعة باربر، كانساس. يقدر عدد سكانها بـ 183 نسمة ومساحتها 93.69 كم2  وترتفع عن مستوى سطح البحر 553 متر.